# Beilul (sous-marin)
Le Beilul est un sous-marin de la classe Adua (sous-classe de la Serie 600), en service dans la Regia Marina lancé au milieu des années 1930 et ayant servi pendant la Seconde Guerre mondiale.
Il est nommé d'après la ville de Beylul en Ethiopie.

## Caractéristiques
Les sous-marins de la classe Adua sont des sous-marins de petite croisière à simple coque avec double fond central et bulges latéraux, pratiquement identiques à ceux de la série précédente Perla dont ils constituent une répétition. C'est la plus grande série de la classe 600 et donne de bons résultats au cours du conflit, bien que la vitesse de surface soit plutôt faible, les bateaux sont robustes et maniables. Il y a de petites différences dans le déplacement et les détails de construction entre les unités construites sur des sites différents.
Ils déplaçaient 697,25 tonnes en surface et 856,40 tonnes en immersion. Les sous-marins mesuraient 60,18 mètres de long, avaient une largeur de 6,45 mètres et un tirant d'eau de 4,7 mètres.
Pour la navigation de surface, les sous-marins étaient propulsés par deux moteurs diesel de 600 chevaux (447 kW), chacun entraînant un arbre d'hélice. En immersion, chaque hélice était entraînée par un moteur électrique de 400 chevaux-vapeur (298 kW). Ces moteurs électriques étaient alimentés par une batterie d'accumulateurs au plomb composée de 104 éléments. Ils pouvaient atteindre 14 nœuds (26 km/h) en surface et 7,5 nœuds (13,9 km/h) sous l'eau. En surface, la classe Adua avait une autonomie de 3 180 milles nautiques (5 890 km) à 10,5 noeuds (19,4 km/h), en immersion, elle avait une autonomie de 74 milles nautiques (137 km) à 4 noeuds (7,4 km/h)
Les sous-marins étaient armés de six tubes lance-torpilles internes de 53,3 cm, quatre à l'avant et deux à l'arrière. Une torpille de rechargement était transportée pour chaque tube, pour un total de douze. Ils étaient également armés d'un canon de pont de 100 mm OTO 100/47 pour le combat en surface. L'armement antiaérien léger consistait en une ou deux paires de mitrailleuses Breda Model 1931 de 13,2 mm

## Construction et mise en service
Le Beilul est construit par le chantier naval Odero-Terni-Orlando (OTO) de Muggiano à La Spezia en Italie, et mis sur cale le 2 juillet 1937. Il est lancé le 22 mai 1938 et est achevé et mis en service le 14 septembre 1938. Il est commissionné le même jour dans la Regia Marina.

## Historique
Après un entraînement d'endurance dans le Dodécanèse, en décembre 1938, le Beilul est affecté à Leros, une île grecque de l'archipel du Dodécanèse dans la mer Égée.
En mai 1940, à l'entrée de l'Italie dans la Seconde Guerre mondiale, il est réaffecté au 35e escadron (IIIe groupe de sous-marins) basé à Augusta. Son commandant à l'époque est le lieutenant de vaisseau (tenente di vascello) Paolo Vagliasindi.
Le 10 juin 1940, il est envoyé en embuscade entre Pantelleria et Lampedusa, et revient - sans avoir vu de navires ennemis - le 19 juin.
Le 7 juillet, commandé par le capitaine de corvette Paolo Vagliasindi), le Beilul tente de torpiller, à courte distance, un destroyer ennemi qu'il a aperçu au large de la Crète, peut-être en l'endommageant: il n'y a cependant pas de confirmations,. Endommagé par une attaque aux grenades sous-marines, il doit quitter prématurément sa position et rentrer au port. Les navires qu'il a attaqué faisaient partie de la formation britannique qui allait participer à la bataille de Punta Stilo.
Dans la nuit du 8 au 9 janvier 1941, envoyé en mission offensive au large de Kassos, il repère - au large de la Crète - un convoi de 5 transports et de 3 navires d'escorte. Il lance quatre torpilles en surface puis s'éloigne en plongeant. Il entend deux détonations, mais il n'y a pas de confirmation,.
En septembre 1941, au cours de l'opération britannique "Halberd", qui consiste à envoyer un convoi à Malte, mais les commandants italiens pensent envoyer quelques sous-marins en mer de Ligurie par crainte d'un bombardement naval, il est déployé en embuscade défensive au large des côtes de Ligurie.
Le 25 novembre de la même année, sous le commandement du lieutenant de vaisseau Francesco Pedrotti, il est envoyé au large de Derna, où, le 30 novembre, il est attaqué par un hydravion Short Sunderland, ce qui provoque la mort du sous-chef Alessandro Bianchet. Le sous-marin réagit avec ses mitrailleuses, obligeant l'hydravion à battre en retraite. Il est rentré à la base le 5 décembre..
Le 4 juin 1942, alors qu'il opère dans les eaux au large de la Cyrénaïque, il lance trois torpilles contre deux petits convois, mais il est détecté par des unités d'escorte et fortement bombardé par des grenades sous-marines, causant divers dégâts.
Il a ensuite passé un certain temps sur le chantier naval pour des travaux de réparation nécessaires.
Le 12 juin 1943, sous le commandement du lieutenant de vaisseau Pasquale Beltrame, il lance trois torpilles contre trois destroyers de classe J en navigation près du cap Passero: les torpilles échouent aux lancements, mais le Beilul parvient à s'en sortir indemne en immersion..
Il est ensuite entré dans le chantier naval de Monfalcone, pour y être soumis à des travaux de modification et de maintenance.
La proclamation de l'armistice du 8 septembre 1943 (armistice de Cassibile) l'a surpris en cale sèche et, manifestement incapable de partir, il est capturé par les Allemands, qui l'ont utilisé comme pétrolier.
Il est alors décidé de le remettre en état et en service et, à cette fin, un équipage italien arrive de Bordeaux (siège de la base de Betasom), en mars-avril 1944 ; mais en mai, frappé par une attaque aérienne, le Beilul, dont les travaux étaient presque terminés, coule dans le port de Monfalcone,.
Le Beilul avait effectué un total de 34 missions de guerre, couvrant un total de 20 247 milles nautiques (37 497 km) en surface et 2 885 milles nautiques (5 343 km) sous l'eau.